# Férfi könnyűsúlyú kormányos nélküli négyes evezés a 2012. évi nyári olimpiai játékokon
A 2012. évi nyári olimpiai játékokon az evezés férfi könnyűsúlyú kormányos nélküli négyes versenyszámát július 28. és augusztus 2. között rendezték Eton Dorney-ben. A versenyt a dél-afrikai hajó nyerte a brit és a dán egység előtt.

## Versenynaptár
Az időpontok helyi idő szerint, zárójelben magyar idő szerint olvashatóak.
| Dátum                         | Időpont       | Forduló     |
| ----------------------------- | ------------- | ----------- |
| 2012. július 28., szombat     | 11:00 (12:00) | Előfutamok  |
| 2012. július 29., vasárnap    | 9:40 (10:40)  | Reményfutam |
| 2012. augusztus 31., kedd     | 12:40 (13:40) | Elődöntők   |
| 2012. augusztus 2., csütörtök | 10:30 (11:30) | Döntő       |

## Eredmények
Az idők másodpercben értendők. A rövidítések jelentése a következő:
- QS: Elődöntőbe jutás helyezés alapján
- QA: Az A-döntőbe jutás helyezés alapján
- QB: A B-döntőbe jutás helyezés alapján

### Előfutamok
Három előfutamot rendeztek, öt, valamint négy-négy résztvevővel. Az első három helyezett bejutott az elődöntőbe, a többiek a reményfutamba kerültek. 
| Helyezés | Nemzet                                                                                     | Idő      | Mj       |
| 1. futam | 1. futam                                                                                   | 1. futam | 1. futam |
| -------- | ------------------------------------------------------------------------------------------ | -------- | -------- |
| 1.       | Svájc (SUI) · Simon Schürch, Lucas Tramer, Simon Niepmann, Mario Gyr                       | 5:53,56  | QS       |
| 2.       | Dél-afrikai Köztársaság (RSA) · James Thompson, Matthew Brittain, John Smith, Sizwe Ndlovu | 5:54,62  | QS       |
| 3.       | Dánia (DEN) · Kasper Winther, Morten Jørgensen, Jacob Barsoe, Eskild Ebbesen               | 5:55,64  | QS       |
| 4.       | Olaszország (ITA) · Daniele Danesin, Andrea Caianiello, Marcello Miani, Martino Goretti    | 5:56,71  |          |
| 5.       | Egyesült Államok (USA) · Anthony Fahden, William Newell, Nick La Cava, Robin Prendes       | 6:02,42  |          |
| 2. futam |                                                                                            |          |          |
| 1.       | Nagy-Britannia (GBR) · Peter Chambers, Rob Williams, Richard Chambers, Chris Bartley       | 5:49,29  | QS       |
| 2.       | Ausztrália (AUS) · Anthony Edwards, Samuel Beltz, Benjamin Cureton, Todd Skipworth         | 5:51,18  | QS       |
| 3.       | Németország (GER) · Bastian Sebit, Lars Wichert, Jochen Kühner, Martin Kühner              | 5:52,05  | QS       |
| 4.       | Csehország (CZE) · Jan Vetešník, Ondřej Vetešník, Jiří Kopač, Miroslav Vraštil, Jr.        | 5:52,69  |          |
| 3. futam |                                                                                            |          |          |
| 1.       | Franciaország (FRA) · Nicolas Moutton, Franck Solforosi, Thomas Baroukh, Fabice Moreau     | 5:50,79  | QS       |
| 2.       | Hollandia (NED) · Roeland Lievens, Timothee Heijbrock, Vincent Muda, Tycho Muda            | 5:52,47  | QS       |
| 3.       | Kína (CHN) · Jü Cseng-kang, Huang Cse, Csang Kuolin, Vang Tiexin                           | 5:52,58  | QS       |
| 4.       | Lengyelország (POL) · Łukasz Pawłowski, Łukasz Siemion, Miłosz Bernatajtys, Paweł Rańda    | 5:53,52  |          |

### Reményfutam
Egy reményfutamot rendeztek, négy résztvevővel. Az első három helyezett bejutott a döntőbe, a negyedik helyezett kiesett.
| Helyezés | Nemzet                                                                                  | Idő     | Mj |
| -------- | --------------------------------------------------------------------------------------- | ------- | -- |
| 1.       | Egyesült Államok (USA) · Anthony Fahden, William Newell, Nick La Cava, Robin Prendes    | 6:00,86 | QS |
| 2.       | Olaszország (ITA) · Daniele Danesin, Andrea Caianiello, Marcello Miani, Martino Goretti | 6:01,66 | QS |
| 3.       | Csehország (CZE) · Jan Vetešník, Ondřej Vetešník, Jiří Kopač, Miroslav Vraštil, Jr.     | 6:02,23 | QS |
| 4.       | Lengyelország (POL) · Łukasz Pawłowski, Łukasz Siemion, Miłosz Bernatajtys, Paweł Rańda | 6:04,46 |    |

### Elődöntő
Két elődöntőt rendeztek, hat-hat részvevővel. Az első három helyezett bejutott az a A-döntőbe, a többiek a B-döntőbe kerültek.
| Helyezés | Nemzet                                                                               | Idő      | Mj       |
| 1. futam | 1. futam                                                                             | 1. futam | 1. futam |
| -------- | ------------------------------------------------------------------------------------ | -------- | -------- |
| 1.       | Nagy-Britannia (GBR) · Peter Chambers, Rob Williams, Richard Chambers, Chris Bartley | 5:59,68  | QA       |
| 2.       | Svájc (SUI) · Simon Schürch, Lucas Tramer, Simon Niepmann, Mario Gyr                 | 6:00,97  | QA       |
| 3.       | Hollandia (NED) · Roeland Lievens, Timothee Heijbrock, Vincent Muda, Tycho Muda      | 6:01,37  | QA       |
| 4.       | Németország (GER) · Bastian Sebit, Lars Wichert, Jochen Kühner, Martin Kühner        | 6:02,10  | QB       |
| 5.       | Egyesült Államok (USA) · Anthony Fahden, William Newell, Nick La Cava, Robin Prendes | 6:05,06  | QB       |
| 6.       | Csehország (CZE) · Jan Vetešník, Ondřej Vetešník, Jiří Kopač, Miroslav Vraštil, Jr.  | 6:06,85  | QB       |

| Helyezés | Nemzet                                                                                     | Idő      | Mj       |
| 2. futam | 2. futam                                                                                   | 2. futam | 2. futam |
| -------- | ------------------------------------------------------------------------------------------ | -------- | -------- |
| 1.       | Dánia (DEN) · Kasper Winther, Morten Jørgensen, Jacob Barsoe, Eskild Ebbesen               | 6:03,53  | QA       |
| 2.       | Dél-afrikai Köztársaság (RSA) · James Thompson, Matthew Brittain, John Smith, Sizwe Ndlovu | 6:04,21  | QA       |
| 3.       | Ausztrália (AUS) · Anthony Edwards, Samuel Beltz, Benjamin Cureton, Todd Skipworth         | 6:05,31  | QA       |
| 4.       | Franciaország (FRA) · Nicolas Moutton, Franck Solforosi, Thomas Baroukh, Fabice Moreau     | 6:06,90  | QB       |
| 5.       | Olaszország (ITA) · Daniele Danesin, Andrea Caianiello, Marcello Miani, Martino Goretti    | 6:08,44  | QB       |
| 6.       | Kína (CHN) · Jü Cseng-kang, Huang Cse, Csang Kuolin, Vang Tiexin                           | 6:08,47  | QB       |

### Döntők

#### B-döntő
A B-döntőt hat résztvevővel rendezték, az előfutamok 4–6. helyezettjeivel.
| Helyezés (Összesített) | Nemzet                                                                                  | Idő     |
| ---------------------- | --------------------------------------------------------------------------------------- | ------- |
| 1. (7.)                | Franciaország (FRA) · Nicolas Moutton, Franck Solforosi, Thomas Baroukh, Fabice Moreau  | 6:08,37 |
| 2. (8.)                | Egyesült Államok (USA) · Anthony Fahden, William Newell, Nick La Cava, Robin Prendes    | 6:09,23 |
| 3. (9.)                | Németország (GER) · Bastian Sebit, Lars Wichert, Jochen Kühner, Martin Kühner           | 6:10,07 |
| 4. (10.)               | Kína (CHN) · Jü Cseng-kang, Huang Cse, Csang Kuolin, Vang Tiexin                        | 6:11,33 |
| 5. (11.)               | Csehország (CZE) · Jan Vetešník, Ondřej Vetešník, Jiří Kopač, Miroslav Vraštil, Jr.     | 6:11,49 |
| 6. (12.)               | Olaszország (ITA) · Daniele Danesin, Andrea Caianiello, Marcello Miani, Martino Goretti | 6:14,63 |

#### A-döntő
Az A-döntőt hat egységgel rendezték, az elődöntők 1–3. helyezettjeivel.
| Helyezés | Nemzet                                                                                     | Idő     |
| -------- | ------------------------------------------------------------------------------------------ | ------- |
| Arany    | Dél-afrikai Köztársaság (RSA) · James Thompson, Matthew Brittain, John Smith, Sizwe Ndlovu | 6:02,84 |
| Ezüst    | Nagy-Britannia (GBR) · Peter Chambers, Rob Williams, Richard Chambers, Chris Bartley       | 6:03,09 |
| Bronz    | Dánia (DEN) · Kasper Winther, Morten Jørgensen, Jacob Barsoe, Eskild Ebbesen               | 6:03,16 |
| 4.       | Ausztrália (AUS) · Anthony Edwards, Samuel Beltz, Benjamin Cureton, Todd Skipworth         | 6:04,05 |
| 5.       | Svájc (SUI) · Simon Schürch, Lucas Tramer, Simon Niepmann, Mario Gyr                       | 6:09,30 |
| 6.       | Hollandia (NED) · Roeland Lievens, Timothee Heijbrock, Vincent Muda, Tycho Muda            | 6:11,39 |